# Eupilumnus kiiensis
Eupilumnus kiiensis is een krabbensoort uit de familie van de Oziidae. De wetenschappelijke naam van de soort is voor het eerst geldig gepubliceerd in 1983 door Takeda & Nagai.